# Saumakos
Saumakos war ein skythischer Sklave, der 108/107 v. Chr. erfolgreich einen Sklavenaufstand im Bosporanischen Reich anführte. Er wurde nach schweren Kämpfen von Mithridates VI. von Pontos besiegt.